# کویستان خسروی
کویستان خسروی (۱۳۶۵) کاپیتان تیم ملی بانوان و برترین بازیکن لیگ برتر بانوان ایران، فصل ۹۷–۹۶، اهل کردستان است. خسروی که سابقه حضور در تیم‌های فوتسال و فوتبال را داشته، از سال ۱۳۸۵ عضو تیم ملی فوتبال بانوان ایران بوده و بازی‌های درخشانی را از خود به نمایش گذاشته‌است.

## زندگی شخصی
کویستان خسروی دارای مدرک کارشناسی تربیت بدنی از دانشگاه آزاد سقز است. از سال ۱۳۸۰ علاقه زیادی به فوتبال داشت. از سال ۸۴ در لیگ برتر به‌صورت حرفه‌ای فوتبال خود را در تیم پیکان آغاز کرد. خسروی در سال ۱۳۸۵ زمانی که ۲۰ ساله بود با درخشش در تیم فوتبال بانوان پیکان توانست نظر مربیان تیم ملی را به خود جلب کند و با دعوت به اردوی تیم ملی به عضویت این تیم درآمد و قرار شد که همراه با تیم ملی فوتبال بانوان کشور جهت انجام بازی دوستانه با کشور آلمان به این کشور اعزام شود. او پس از آن به عنوان عضو ثابت تیم ملی به اردوهای این تیم دعوت می‌شد.
سرمربی تیم ملی فوتبال بانوان کشور در سال ۱۳۹۳ خسروی را برای حضور در رقابتهای مقدماتی المپیک ریو در چین تایپه انتخاب کرد. مهناز امیر شقاقی سرمربی تیم ملی فوتبال بانوان کویستان خسروی فوتبالیست سقزی را همراه با ۱۹ بازیکن اعزامی به رقابتهای مقدماتی المپیک ریو که به میزبانی چین تایپه برگزار شد دعوت نمود. خسروی بعد از تیم پیکان با تیم راه‌آهن قرارداد بست و سپس بازی‌های خود را در تیم پرسپولیس مازندران ادامه داد. سال ۸۹ به تیم شنسای ساوه پیوست و با این تیم نخستین قهرمانی لیگ را تجربه کردم. در ادامه و سال ۹۰ با ثبت قرارداد با تیم شهرداری بم توانست هفت دوره با این تیم قهرمانی لیگ برتر بانوان را کسب کند. دو دوره در مسابقات جهانی دانشجویان در تیم ملی حضور داشت که توانست یک‌بار قهرمان و یک دوره نایب‌قهرمانی را به دست بیاورد،

## افتخارات ورزشی
کویستان خسروی با ارائه بازی‌های قابل قبول در رقابت‌های لیگ برتر فصل ۹۷–۹۶ از سوی سازمان لیگ فدراسیون فوتبال ایران به عنوان برترین بازیکن لیگ برتر بانوان ایران انتخاب شد.
مراسم برترین‌های فوتبال، فوتسال و فوتبال ساحلی ایران در فصل ۹۷–۹۶ شامگاه روز یکم مردادماه در سالن همایش‌های برج میلاد برگزار شد. در این مراسم از برترین‌های تیم‌های لیگ‌های دسته اول، دسته دوم و سوم، فوتسال، بازیکنان فوتبال و فوتسال بانوان، فوتبال ساحلی، رده‌های پایه و داوران فوتبال و فوتسال ایران تجلیل و تقدیر شد.

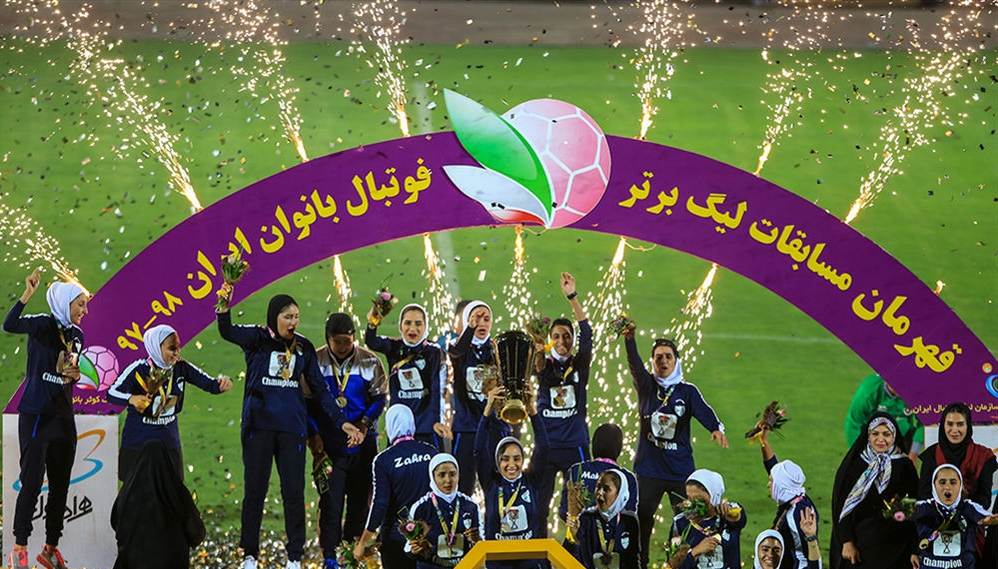
تصویر خوشحالی بازیکنان شهرداری بم قهرمان لیگ ۹۸–۱۳۹۷ پس از بازی پایانی در تیر ۱۳۹۸

خسروی نایب قهرمانی دانشجویان جهان، عناوین اول و دوم رقابت‌های غرب آسیا و حضور ۱۴ سال در اردوهای تیم ملی در رده‌های سنی نوجوانان، جوانان و بزرگسالان را در کارنامه ورزشی خود دارد.

## تیم‌های باشگاهی و ملی
خسروی در تیم‌های فوتبال لیگ برتری شن سای ساوه، عقاب مازندران و پیکان تهران به عنوان بازیکن اصلی به میدان رفته‌است و عنوان اول لیگ برتر را همراه با تیم شهرداری بم در آلبوم افتخارات خود دارد.
همچنین خسروی از سال ۱۳۸۵ به مدت ۱۴ سال، حضور در اردوهای تیم ملی در رده‌های سنی نوجوانان، جوانان و بزرگسالان را در کارنامه ورزشی خود دارد.